# Darwin (Antarktika)
Darwin je najveći otok u Otočju Danger, udaljen 20 km u smjeru istok-jugoistok od istočnog vrha otoka Joinville, kod sjeveroistočnog kraja Antarktičkog poluotoka. Otkrila ga je 1842. britanska ekspedicija pod vodstvom Jamesa Clarka Rossa, a on ga je nazvao po Charlesu Darwinu, poznatom prirodoslovcu.